# Jiří Pecka
Jiří Pecka   (Praga, 4 de juny de 1917 - Praga, 12 de maig de 1997) fou un piragüista txec, que combinà les aigües tranquil·les i el descens d'aigües braves, i que va competir sota bandera txecoslovaca durant les dècades de 1940 i 1950.
El 1948 va prendre part en els Jocs Olímpics d'Estiu de Londres on, fent parella amb Václav Havel, guanyà la medalla de plata en la competició del C-2, 10.000 metres del programa de piragüisme.
En el seu palmarès també destaquen una medalles de bronze al Campionat del Món en aigües tranquil·les de 1950 i quatre medalles al Campionat del Món de piragüisme d'eslàlom, una d'or, una de plata i dues de bronze, entre el 1951 i 1955.